# Tony Tedeschi
Tony Tedeschi es un actor pornográfico y Miembro del Salon de la Fama de AVN

## Carrera
Antes de empezar su carrera en la pornografía,  trabajó como deejay en el Club de Estríper Foxy Lady, en Providencia. Fue descubierto por Britt Morgan, quien actuaba allí desde hacía tiempo, y más tarde participó en sus primeras escenas en 1990.
Tedeschi ha aparecido en casi 1300 películas entre 1990 y 2012, y codirigió una, Sesiones de Noche Tardía Con Tony Tedeschi, con Bud Lee, en 2004. Ha trabajado para compañías como Adam & Eve, Anabolic, Caballero Home Video, Coast to Coast, Dreamland Vídeo, Elegant Angel, Evil Angel, Heatwave, Hustler Vídeo, Kickass Pictures, Legend Video, Leisure Time Entertainment y muchos otros.

## Apariciones
Apareció en 1997 cuando Paul Thomas Anderson estaba filmando la película Boogie Nights. También fue un concursante de Win Ben Stein's Money (grabado en diciembre de 2000 y emitido en abril de 2001).

## Reconocimiento
En 2003, Tedeschi ingreso al Salón de la Fama AVN.

## Premios
Tedeschi ha ganado numerosos Premios AVN:
- 1993 Mejor Actor de Reparto - Vídeo - Smeers[4]
- 1997 Mejor Actor de Reparto - Vídeo - Silver Screen Confidential[5]
- 1997 Mejor Actor de Reparto - Película - The Show.[5]
- 1997 Mejor escena de sexo en Grupo - Película con Christy Canyon, Vince Vouyer, y Steven St. Croix - The Show.[5]
- 1999 Mejor Escena de Sexo Anal - Película con Chloe y Steve Hatcher - El Beso[6]

## Vida personal
Estuvo casado con la también estrella porno Tina Tyler desde 1993 hasta 1994.